# Pinhel
Pinhel (pi'ɲɛɫ) è un comune portoghese di 10 954 abitanti situato nel distretto di Guarda.
Il centro urbano conta una popolazione di circa 3 500 abitanti.

## Monumenti
- Castello di Pinhel.
- chiesa di San Luigi, già cattedrale di Pinhel, risalente al 1596.

## Fiumi
Il fiume principale è il Côa che scorre nell'omonima valle.

## Società

### Evoluzione demografica
| Popolazione di Pinhel (1801 – 2004) | Popolazione di Pinhel (1801 – 2004) | Popolazione di Pinhel (1801 – 2004) | Popolazione di Pinhel (1801 – 2004) | Popolazione di Pinhel (1801 – 2004) | Popolazione di Pinhel (1801 – 2004) | Popolazione di Pinhel (1801 – 2004) | Popolazione di Pinhel (1801 – 2004) | Popolazione di Pinhel (1801 – 2004) |
| ----------------------------------- | ----------------------------------- | ----------------------------------- | ----------------------------------- | ----------------------------------- | ----------------------------------- | ----------------------------------- | ----------------------------------- | ----------------------------------- |
| 1801                                | 1849                                | 1900                                | 1930                                | 1960                                | 1981                                | 1991                                | 2001                                | 2004                                |
| 10255                               | 8650                                | 18774                               | 18420                               | 20293                               | 14328                               | 12693                               | 10954                               | 10436                               |

## Freguesias
| - Alverca da Beira - Atalaia - Azevo - Bogalhal - Bouça Cova - Cerejo - Cidadelhe - Ervas Tenras - Ervedosa | - Freixedas - Gouveias - Lamegal - Lameiras - Manigoto - Pala - Pereiro - Pinhel - Pínzio | - Pomares - Póvoa de El-Rei - Safurdão - Santa Eufêmia - Sorval - Souro Pires - Valbom - Vale de Madeira - Vascoveiro |